# Mikael Stanne
Bengt Mikael Stanne (ur. 28 maja 1974 w Göteborgu) – szwedzki muzyk, wokalista i autor tekstów. Wokalista grupy muzycznej Dark Tranquillity. W 2007 roku wraz z formacją otrzymał nominację do nagrody szwedzkiego przemysłu fonograficznego Grammis. Był także członkiem zespołów In Flames i HammerFall.

## Kariera

### Dark Tranquillity
Początkowo, na pierwszym albumie Skydancer i wczesnych demach, grał na gitarze elektrycznej i niekiedy wspierał swoim śpiewem. Po wydaniu albumu Skydancer, kiedy Anders Friden opuścił zespół, Stanne został jedynym wokalistą. Oprócz zwyczajowego growlingu, na albumie Projector pokazał swoje umiejętności w czystym wokalu. Jest uznawany za jednego z najlepszych deathmetalowych wokalistów, ze względu na swoją zdolność zmiany stylu - od głębokiego growlingu do przeszywającego wrzasku. Napisał także wiele tekstów grupy.

### Inne zespoły
Mikael Stanne był sesyjnym wokalistą szwedzkiej grupy In Flames. Śpiewał na ich debiutanckim albumie Lunar Strain. W 2005 roku zaśpiewał w refrenie utworu "Frozen" grupy Nightrage. Swego głosu użyczył także dla Hammerfalla w latach 1993-1996, jednakże nie istnieją jego nagrania wraz z tą grupą.

## Dyskografia
- Denial - Rape of the Century (EP) (1996, gościnnie)[6]
- Nightrage - Descent into Chaos (2005, gościnnie)[7]
- Solution .45 - For Aeons Past (2010, gościnnie)[8]
- Arise - The Reckoning (2010, gościnnie)[9]
- Insomnium - One for Sorrow (2011, gościnnie)[10]
- Scar of the Sun - A Series of Unfortunate Concurrencies (2011, gościnnie)[11]
- Helcaraxë - Red Dragon (2012, gościnnie)[12]
- Shadowside - Inner Monster Out (2011, gościnnie)[13]
- Mourning Caress - Deep Wounds, Bright Scars (2011, gościnnie)[14]
- Icon in Me - Black Water (EP) (2013, gościnnie)[15]